# Великі Борки
Великі Борки (рос. Большие Борки) — присілок в Калінінському районі Тверської області Російської Федерації.
Населення становить 416 осіб. Входить до складу муніципального утворення Заволзьке сільське поселення.

## Історія
Від 2005 року входить до складу муніципального утворення Заволзьке сільське поселення.

## Населення
| 1859 | 1886 | 1997 | 2002 | 2010 |
| ---- | ---- | ---- | ---- | ---- |
| 54   | ↗295 | ↗378 | ↗392 | ↗416 |